# Ustrój polityczny Wyspy Man

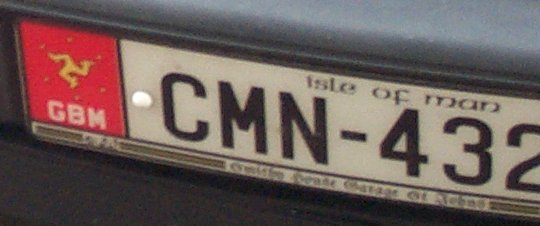
Tablica rejestracyjna Wyspy Man (według wzoru zupełnie niezależnego od brytyjskiego)

Wyspa Man od 1765 jest dependencją Korony brytyjskiej. Zgodnie z brytyjskim prawem, wyspa nie jest integralną częścią Wielkiej Brytanii, tym niemniej rząd Wielkiej Brytanii odpowiada za jej sprawy zagraniczne i obronność, zaś parlament brytyjski może uchwalać akty z mocą obowiązującą również na Wyspie Man (jednak zgodnie z konwenansem konstytucyjnym zazwyczaj nie czyni tego bez zgody parlamentu wyspy). Wyspa nie była również częścią Unii Europejskiej. Na mocy specjalnego zapisu w traktacie akcesyjnym Wielkiej Brytanii, Wyspę Man obejmuje swoboda przepływu dóbr, ale już nie pozostałe spośród tzw. czterech swobód. Wyspa posiada także własny system imigracyjny i wizowy. Od 2001 resortem brytyjskiego rządu odpowiadającym za sprawy Wyspy Man jest Ministerstwo Sprawiedliwości, które przejęło tę rolę od Ministerstwa Spraw Wewnętrznych.
Formalnie na czele struktur politycznych wyspy stoi monarcha brytyjski, noszący na tę okoliczność tytuł Lord of Mann. Na co dzień zastępuje go gubernator porucznik (lieutant governor), którego funkcja jest jednak głównie ceremonialna.

## Władza ustawodawcza
Wyspa posiada dwuizbowy parlament – Tynwald, w którego skład wchodzą Izba Kluczy oraz Rada Legislacyjna. Ta pierwsza liczy 24 członków, z których 8 wybieranych jest w okręgach jednomandatowych, 10 w okręgach dwumandatowych, a 6 pozostałych w okręgach trzymandatowych. Obowiązuje ordynacja większościowa. Czynne prawo wyborcze przysługuje po ukończeniu 16 lat, a bierne począwszy od wieku 21 lat. Ponadto kandydatów obowiązuje trzyletni domicyl na wyspie. Członkowie Izby, zwyczajowo dopisujący sobie po nazwisku skrót MHK (Member of the House of Keys), mają prawny obowiązek uczestniczenia w jej obradach – absencja wymaga specjalnej zgody. W razie remisu w głosowaniu decyduje głos przewodniczącego. Kadencja wynosi 5 lat.
Rada Legislacyjna składa się z 11, z których ośmiu wybieranych jest przez Izbę Kluczy na czteroletnią kadencję (przy czym co dwa lata odnawia się połowę składu). Trzej pozostali członkowie zasiadają w Radzie z urzędu: są to gubernator wyspy, jej biskup oraz pochodzący z nominacji królewskiej prokurator generalny.
Faktycznie wiodącą rolę w procesie legislacyjnym odgrywa Izba Kluczy, z kolei Rada Legislacyjna jest raczej "izbą refleksji". Co najmniej raz na miesiąc cały Tynwald zbiera się na wspólnym posiedzeniu. Obradami kieruje wtedy specjalnie wybrany przewodniczący, z urzędu będący też przewodniczącym Rady. Raz do roku, podczas uroczystej sesji parlamentu, przewodzi mu gubernator.

## Władza wykonawcza
Podobnie jak w Wielkiej Brytanii, pojęcia "rząd" i "gabinet" nie są na Wyspie Man tożsame. Rolę zbliżoną do brytyjskiego gabinetu pełni Rada Ministrów. Na jego czele stoi premier, którego wyboru dokonuje Izba Kluczy, przy czym musi on zostać następnie zatwierdzony przez cały Tynwald i gubernatora. Gabinet jest organem stricte politycznym. Bardziej administracyjno-biurokratyczny charakter ma rząd, czyli zespół podległych gabinetowi ministerstw i urzędów centralnych.

## Władza sądownicza
Model sądownictwa na wyspie jest w znacznej mierze zbliżony do rozwiązań angielskich. Najprostsze sprawy rozpatruje kilka rodzajów sądów magistrackich oraz sędziowie pokoju. Poważniejsze trafiają do tzw. Wysokiego Trybunału Sprawiedliwości (High Court of Justice), podzielonego na trzy izby orzekające oraz jedną apelacyjną. Najwyższym organem odwoławczym jest Komitet Prawny brytyjskiej Tajnej Rady.

## Samorząd terytorialny

Mapa wyspy z podziałem na parafie

System samorządu lokalnego na Wyspie Man oparty jest na instytucjach, których tradycja sięga czasów średniowiecza. Występuje dwustopniowy podział administracyjny: istnieje sześć okręgów (sheadings), które dzielą się jeszcze na parafie (łącznie 21) i miasta (łącznie 3).

## System partyjny
System partyjny wyspy jest bardzo słabo rozwinięty, ze względu na niewielkie rozmiary elektoratów w poszczególnych okręgach wyborczych dominuje styl prowadzenia kampanii wyborczych oparty na osobistej pozycji danego kandydata. Dwie największe partie mają łącznie zaledwie 3 mandaty w 24-osobowej Izbie Kluczy. Są to Partia Liberalna Vaninn oraz Partia Pracy Wyspy Man.